# Corno delle Ruzze
Corno delle Ruzze är en bergstopp på gränsen mellan Schweiz och Italien.   Den ligger på den schweiziska sidan i kantonen Graubünden, i den sydöstra delen av landet, 210 km öster om huvudstaden Bern. Toppen på Corno delle Ruzze är 2 808 meter över havet, eller 187 meter över den omgivande terrängen. Bredden vid basen är 3,0 km. Corno delle Ruzze ingår i Bernina.
Terrängen runt Corno delle Ruzze är mycket bergig. Runt Corno delle Ruzze är det ganska glesbefolkat, med 36 invånare per kvadratkilometer.. Närmaste större samhälle är Poschiavo, 4,6 km öster om Corno delle Ruzze. 
Trakten runt Corno delle Ruzze består i huvudsak av gräsmarker.